# Friedrich Wilhelm Riem
Friedrich Wilhelm Riem, també Wilhelm Friedrich Riem, (Kölleda, Turíngia, 17 de febrer de 1779 - Bremen, 20 d'abril de 1857) fou un compositor i organista alemany.
Fou alumne de Hiller a Leipzig i el 1807 assolí la plaça d'organista de la nova església reformada, sent nomenat el 1814 organista de la catedral de Bremen i director de la Sihgakademie.
Va escriure gran nombre d'obres de música de cambra, quartets i quintets per a instruments d'arc, sonates per a violí, peces per a piano, una cantata i una col·lecció de composicions per a orgue.